# Rezerwat przyrody Przełom Jasiołki
Przełom Jasiołki – rezerwat przyrody znajdujący się na terenie gminy Jaśliska w województwie podkarpackim. Leży w granicach Jaśliskiego Parku Krajobrazowego. Rezerwat obejmuje przełomowy odcinek doliny Jasiołki i północny stok Ostrej (687 m n.p.m.). Naturalne drzewostany: łęg z olszą szarą, grąd i buczyna karpacka. Siedliska bociana czarnego.
- numer według rejestru wojewódzkiego – 25
- powierzchnia – 121,10 ha[1] (akt powołujący podawał 123,41 ha)
- dokument powołujący – M.P. 1976.42.206
- rodzaj rezerwatu – krajobrazowy[1]

- typ rezerwatu – krajobrazów

- podtyp rezerwatu – krajobrazów naturalnych

- typ ekosystemu – leśny i borowy

- podtyp ekosystemu – lasów górskich i podgórskich

- przedmiot ochrony (według aktu powołującego) – drzewostany o charakterze naturalnym[1]

Na terenie rezerwatu utworzono ścieżkę przyrodniczą „W przełomie Jasiołki”.